# Кузьники (Куявсько-Поморське воєводство)
Кузьники (пол. Kuźniki, нім. Eisenhammer) — село в Польщі, у гміні Оброво Торунського повіту Куявсько-Поморського воєводства.
Населення — 107 осіб (2011).
У 1975-1998 роках село належало до Торунського воєводства.

## Демографія
Демографічна структура станом на 31 березня 2011 року:
|          | Загалом | Допрацездатний вік | Працездатний вік | Постпрацездатний вік |
| -------- | ------- | ------------------ | ---------------- | -------------------- |
| Чоловіки | 58      | 16                 | 37               | 5                    |
| Жінки    | 49      | 10                 | 30               | 9                    |
| Разом    | 107     | 26                 | 67               | 14                   |